# Dutty Boukman
Pour les articles homonymes, voir Boukman.
Dutty Boukman est un personnage historique de Haïti connu pour avoir dirigé en 1791 la cérémonie du Bois-Caïman avec à ses côtés la mambo Cécile Fatiman.

## Biographie
Dutty Boukman est né vers 1767 dans la région de la Sénégambie (aujourd'hui Sénégal et Gambie).
Capturé, il est vendu puis acheminé vers les Caraïbes — la Jamaïque — et finalement Haïti. Esclave de la plantation Turpin dans la plaine du Nord de Saint-Domingue, il est un houngan, c'est-à-dire un prêtre de la religion vaudou (certains[Qui ?] croient en fait qu'il aurait été musulman). Il est d'une haute taille et d'une force physique telle que son maître l'a nommé commandeur (c'est-à-dire contremaître), puis cocher - postes de confiance.
Dans la nuit du 14 août 1791, au Bois-Caïman, lieu reculé de la plantation Lenormand de Mézy, il organise une cérémonie vaudou pour un grand nombre d'esclaves. Un cochon noir est sacrifié et les assistants boivent son sang afin de devenir invulnérables. Boukman ordonne alors le soulèvement général.
Celui-ci a lieu la nuit du 22 août. Les esclaves de cinq habitations tuent les maîtres et leurs familles et incendient les bâtiments. Pendant une dizaine de jours, la plaine du Nord est le théâtre d'affrontements. On décompte près de mille morts parmi les Blancs, 161 sucreries et 1 200 caféières brûlées. Boukman pousse jusqu'à s'avancer devant le Cap-Français. Ce n'est qu'alors que les autorités ripostent. Boukman périt au combat, à la tête de ses troupes.
Comme il passait pour invulnérable auprès des esclaves, on expose sa tête au Cap.
Malgré la riposte, cette révolte d'esclaves n'est pas vaincue. D'autres chefs succèdent à Boukman : ses lieutenants Jean-François et Biassou, ainsi que Toussaint qui ne s'appelait pas encore Louverture et qui dirigera la Révolution haïtienne, et son futur lieutenant-général Jean-Jacques Dessalines.

## Controverse sur ses origines
Une nouvelle étude du chercheur haïtien Rodney Salnave a démontré que Boukman n'était peut-être pas originaire de la Jamaïque comme l'on a pensé préalablement, étant donné que des annonces de fugitifs révèlent beaucoup d'autres esclaves d'origines diverses portant le nom de Boukman dans la colonie de Saint Domingue. Et selon cette même étude, Boukman ne s'appellerait pas véritablement Dutty, ni Zamba, d'ailleurs. En fait, le nom Boukman, généralement écrit Bouqueman, aurait une origine catholique française. Puis, Boukman n'aurait pas su lire, non plus, comme on le pense plus récemment. Ce qui annulerait l'hypothèse non documentée que son nom « Boukman » se décortiquerait « Book Man » en anglais, pour illustrer qu'il savait lire. Et finalement, Boukman n'était pas le chef de l'armée révolutionnaire, et il n'était même pas musulman, comme on aima le dire, le qualifiant d' « homme du Livre ».

## Boukman personnage de roman
Zoflora, ou la bonne négresse, anecdote coloniale, roman de Jean-Baptiste Picquenard paru en 1800, représente un esclave marron nommé Boukman ; toutefois, l'action étant située dans les années 1788-1791, Boukman n'est pas encore dans cette œuvre de fiction le chef d'une révolte collective.